# 3889 Menshikov
3889 Menshikov è un asteroide della fascia principale. Scoperto nel 1972, presenta un'orbita caratterizzata da un semiasse maggiore pari a 2,6760019 UA e da un'eccentricità di 0,2166723, inclinata di 3,50025° rispetto all'eclittica.